# فرودگاه آلتا
فرودگاه آلتا (به انگلیسی: Alta Airport) (به زبان بومی: Alta lufthavn) یک فرودگاه همگانی مسافربری با کد یاتا ALF است که یک باند فرود آسفالت دارد و طول باند آن ۲۰۸۸ متر است. این فرودگاه در کشور نروژ قرار دارد و در ارتفاع ۳ متری از سطح دریا واقع شده است.

## شرکت‌های هواپیمایی و مقصدهای پروازی

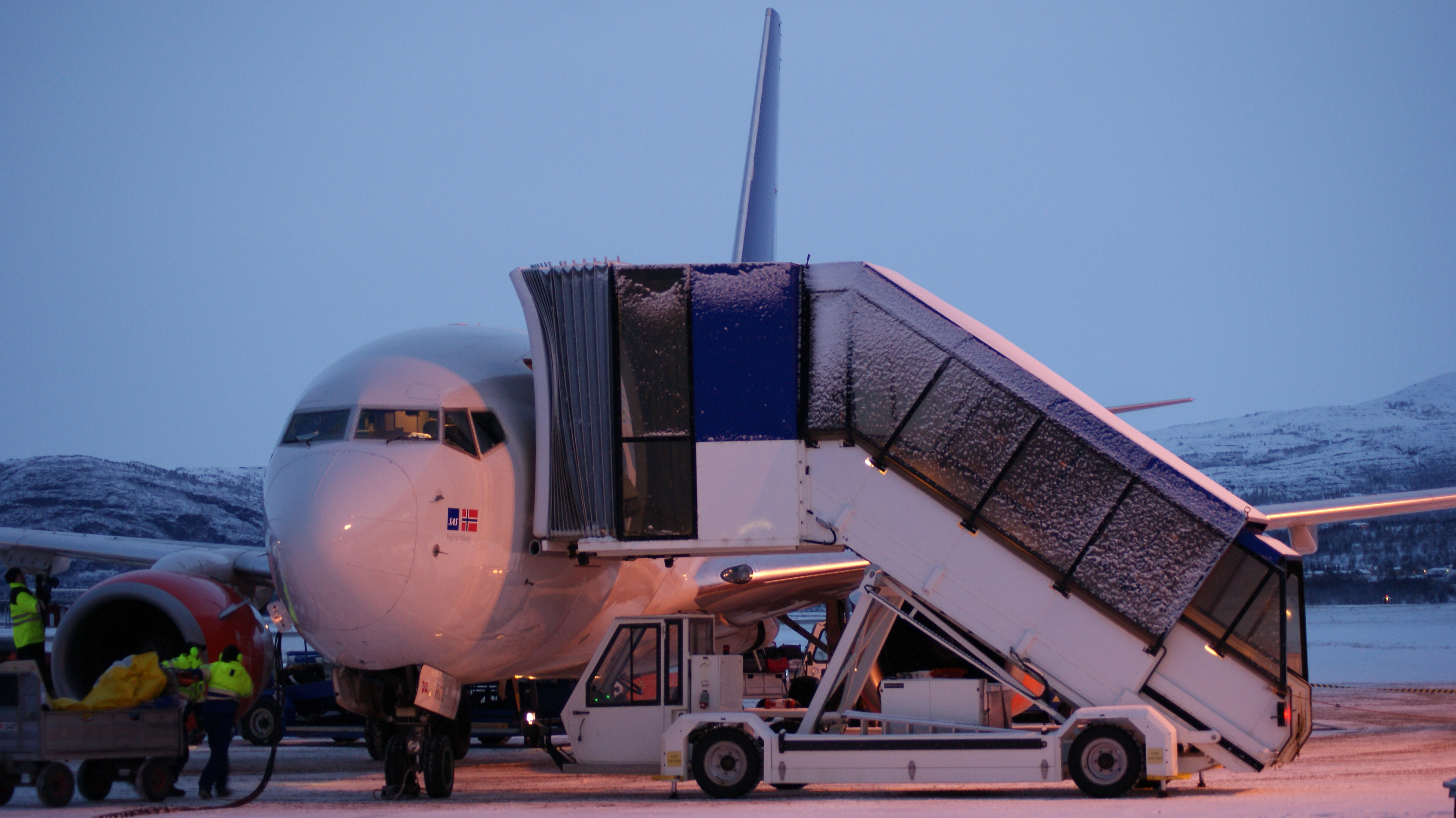
یک فروند بوئینگ ۷۳۷ نسل بعدی متعلق به هواپیمایی اسکاندیناوی.

| شرکت‌های هواپیمایی     | مقصدهای پروازی                                    |
| --------------------- | ------------------------------------------------- |
| ایجین ایرلاینز        | چارتر: خانیا                                      |
| بی‌اچ ایر              | چارتر: بورگاس                                     |
| کرندون ایرلاینز       | چارتر: بودو، میلاس-بودروم                         |
| FlyViking             | ترومسا                                            |
| نروجین ایر شاتل       | گاردرموئن اسلو فصلی: ترومسا                       |
| هواپیمایی اسکاندیناوی | گاردرموئن اسلو، ترومسا                            |
| ویدروئه               | هامرفست، کرکنس، لکسلو باناک، مهامن، ترومسا، وادسو |